# Художественная цифровая печать
Художественная цифровая печать — направление цифровой печати, акцентирующее своё внимание на создании художественных репродукций и фотоотпечатков высокого качества, зародившееся в 1980-х годах в США. Отпечатки изготавливаются с помощью цифрового оборудования непосредственно из файлов, отсканированых копий картин или цифровых фотографий, получаемых от рабочих станций.
В качестве основы используются в основном натуральные холсты из хлопка и льна. Широко используется профессиональными фотографами, цифровыми и традиционными художниками для создания копий картин или оформления своих работ.

## Технологии
Жикле (фр. giclee – «распылять», «разбрызгивать») – копия художественной работы методом цифровой печати. У термина нет строгих критериев качества, но подразумевается копия в масштабе 1:1 и максимально точная передача цветов и деталей оригинала, доступная профессиональному оборудованию. Частым критерием является лимитированность отпечатков. Возможна постобработка: текстурирование, нанесение сигнатур. При грамотной цветокоррекции, подходящем оборудовании и одинаковом, заранее определённом освещении отпечаток и оригинал сложно отличить визуально с просмотрового расстояния.
Печать постеров на холсте проводится более дешевыми сольвентными либо экосольвентными чернилами, где доступно лишь 6 или вовсе 4 цвета. Например, в ряде принтеров для художественной печати используется до 12 цветов краски. В жикле краска наносится холодным методом (пьезо), без запекания (термо), используя специальное покрытие на носителе, и краски со специальным составом на масляно-пигментной основе, где растворителем выступает специально подготовленная спиртовая вода, такой состав более достоверно передаёт цвета и детали оригинала и позволяет использовать высочайшее разрешение жикле-печати 2880dpi.
Для тонкой передачи градиентов художественных полотен необходима глубина цвета 10 бит и более (от устройств захвата к печатному оборудованию). Такой отпечаток при самом детальном просмотре смотрится четко и гладко, без мелких шумов, точек печати, цветовой охват максимально широкий, плавный переход оттенков, в случае использования оригинальных красок.
Такой отпечаток обязательно покрывается художественным лаком, чтобы защитить от старения, продлить стойкость красок и имитировать фактуру носителя. Опционально поверх лака, с помощью текстурного геля или красок, создаётся рельеф картины, чтобы передать мазки автора. При печати используют специальные стойкие и долговечные пигментные краски без токсичных веществ. Производители заявляют о защите от выгорания до 200 лет при использовании оригинальных комбинаций красок, носителя и лака и соответствующих условиях эксплуатации.

## История возникновения
Первые струйные принтеры для получения цветопроб (например, Iris printer 1985 года выпуска), использовали для создания художественных репродукций на бумаге, холсте, шёлке и льне. Полиграфисты того времени увидели возможность производства качественных отпечатков изображений с высоким разрешением и точной цветопередачей.
Инженер по управлению цветом компании Disney Дэвид Кунс (англ. David Coons) использовал Iris 3024 для печати изображений компьютерной системы 3D-анимации[какой?]. Он же написал драйвер для печати изображений Apple Macintosh (1984 года выпуска), и модифицировал принтер, отодвинув печатающие головки от барабана, чтобы печатать на качественной акварельной бумаге.
В 1990 году Дэвид Кунс сканирует и ретуширует фотоснимки Грэма Нэша для его персональной фотовыставки в галерее Саймона Ловински. Нэш был настолько впечатлён качеством отпечатков от Iris, что купил струйный принтер Iris 3047 за $126 000 для печати собственных фоторабот. В том же году основал Nash Editions — одну из первых в мире студии профессиональной художественной цифровой печати.
Полиграфисты столкнулись с отсутствием термина, который смог бы охарактеризовать изготавливаемые ими художественные отпечатки большого формата на струйных принтерах высокого разрешения. Вследствие чего, Джеком Дюганнэ и был предложен термин «жикле печати», основанный на французском слове gicleur, означающим «дюз», или «сопло», которые используются в большинстве струйных принтеров.
Существовало множество проблем с адаптацией принтера Iris для художественной печати, включая подачу бумаги и свойства чернил, неустойчивых к выцветанию. В 1994 году появляется первое поколение устойчивых пигментных чернил и широкоформатных струйных принтеров от таких компаний, как Epson, которое превращает художественную печать в отдельное направление полиграфии. Сейчас[когда?] передовые технологии позволяют осуществить качественную художественную печатать не только на бумаге, но и на холсте.

## Место в современном искусстве
В марте 2001 в Музее американского искусства Уитни состоялась выставка, посвящённая изучению важности цифровых технологий в американском искусстве. Это было первое мероприятие, сосредоточившее внимание на влиянии цифровых технологий, и включавшее в себя экспозицию из нескольких цифровых отпечатков.
В апреле 2001 года, в Бруклинском музее открылась выставка «Современная цифровая печать» из 84 работ, отредактированных или полностью созданных на компьютере, для изучения синтеза цифровых вычислительных технологий и процессов печати. Были представлены работы художников Джон Балдессари, Чак Клоуз, Джим Дайн, Энн Гамильтон, Нам Джун Пайк, Роберт Раушенберг, Кики Смит и Джеймс Таррелл.
На сегодняшний день[когда?] цифровые отпечатки (в первую очередь так называемые «жикле») являются частью постоянной коллекции Метропо́литен-музея в Нью-Йорке, Музея современного искусства, Музея американского искусства Уитни, галереи «Corcoran» в Вашингтоне и Чикагского института искусства.
В настоящее время[когда?] такие музеи как Лувр, Музей Орсэ, Эрмитаж, Национальная Галерея и Библиотека Конгресса создают копии наиболее важных произведений искусства из своих коллекций (Ван Гога, Матисса, Пикассо, Уорхола, Сера, Уинслоу Хомер, Ансель Адамс, Man Ray, Уолкер Эванс, Доротея Ланж, Эдвард Кертис), используя технологии художественной цифровой печати.